# Johann Thomas von Quentel
Johann Thomas Bernhard von Quentel (* 21. Dezember 1696 in Köln; †  1776 oder 1777) war Priester und Domherr in Köln.
Quentel war der Sohn des damaligen Reichsoberpostmeisters und Mitglied einer bekannten Kölner Buchdruckerfamilie, von denen im 17. Jahrhundert schon mehrere Mitglieder im Kölner Domkapitel saßen. Er studierte von 1714 bis 1718 Theologie am Collegium Germanicum in Rom und wurde Doktor der Theologie.
1718 (?) wurde Quentel Kanoniker an St. Severin in Köln, später – unter Verzicht seines Kanonikats an St. Severin – an St. Gereon. Bereits 1716 war er Koadjutor des Propstes von St. Severin geworden, wurde jedoch erst ab dem 7. Oktober 1747 selbst zum Propst ernannt. 1741 oder 1742 wurde Quentel Domherr in Köln, 1752 Präsident des kurfürstlichen Hofgerichtes. Außerdem war er kurfürstlicher Geheimer Rat.
Der französische Gesandte Guébriand habe ihn als den gelehrtesten Kapitularen nach dem Domherren Tilmann Joseph Godesberg bezeichnet. Auch Pergen, der Gesandte Österreichs, soll ihn als einen geschickten Mann mit großem Gewicht im Kapitel bezeichnet haben.
Wohl aufgrund seines Alters verzichtete Quentel zur Jahreswende 1775/76 auf sein Domkanonikat und starb 1776 oder 1777.